# إيغور دياكونوف
إيغور ميخائيلوفيتش دياكونوف (بالروسية: И́горь Миха́йлович Дья́конов)‏ (ولد 12 يناير 1915، وتوفي 2 مايو 1999) مؤرخ ولغوي ومترجم روسي وخبير مشهور في الشرق الأدنى القديم ولغاته. كان إخوته مؤرخين بارزين أيضًا.

## حياته ومهنته
نشأ دياكونوف في النرويج. تخرج من جامعة لينينغراد الحكومية (تعرف الآن بجامعة سانت بطرسبرغ الحكومية) عام 1938. وفي نفس العام انضم إلى طاقم متحف هيرميتاج في لينينغراد (الآن سانت بطرسبرغ). نشر دراسة شاملة عن آشور عام 1949، ومن ثم دراسة عن ميديون في عام 1956. كما أنه تعاون مع اللغوي سيرجي ستاروستين لإنتاج دراسات موثوقة عن اللغات القوقازية والأفروآسيوية واللغات الحورو-أورارتية.
كُرم دياكونوف عام 2003 في كتاب تكريمي نُشر كذكرى له، قام بتحريره ليونيل بندر وغابور تاكاكس وديفيد أبليارد. وهو يحتوي على قائمة من خمس صفحات لمنشوراته التي جمعها تاكاكس، بالإضافة إلى مقالاته حول اللغات الأفروآسيوية.

## عائلته
يُعرف أفراد عائلة دياكونوف بمساهماتهم في مختلف مجالات المعرفة، والعلوم والإنسانيات. زوجته وولداه باحثون مشهورون وحصلوا على درجات أساتذة كاملين.

### عائلة أخيه
- كان شقيق إيغور، ميخائيل ميخائيلوفيتش دياكونوف خبيرًا [2] في الدراسات الإيرانية.
- تعمل ابنة ميخائيل دياكونوف، إيلينا دياكونوفا مترجمة [2] من اليابانية القديمة والحديثة.

### زوجاته
كانت زوجة إيغور الأولى نينا دياكونوفا (1915-2013) مؤرخة وناقدة للأدب الإنجليزي، مع تركيز خاص بالشعر الرومانسي الإنجليزي في أوائل القرن التاسع عشر (كيتس، بايرون، شيلي) وما يقابله في الأدب الأوروبي والروسي. كانت طالبة الأستاذين فيكتور جيرمونسكي وميخائيل أليكسييف، وكانت أستاذة في جامعتها الأم سانت بطرسبرغ الحكومية، ولاحقًا، عملت كمدربة تعليم في جامعة هيرزن.
زوجة إيغور الثانية نينيل يانكوفسكايا (1925-2005) كانت مؤرخة وعالمة آشوريات في متحف هيرميتاج الحكومي.

### أبنائه
أصبح أبناء إيغور فيزيائيين بارزين.
- ميخائيل دياكونوف (مواليد 1940) - لديه دكتوراه في العلوم الفيزيائية والرياضية، وهو باحث رئيسي / زميل فخري [3] في معهد سانت بطرسبرغ أبرام إيفي للفيزياء الفنية التابع لأكاديمية العلوم الروسية،[4] ومن ثم أستاذ في جامعة مونبلييه منذ عام 1998، وحاز على جائزة الدولة لاتحاد الجمهوريات الاشتراكية السوفيتية.
- ديميتري دياكونوف[5](1949-2012) - دكتور في الفيزياء والرياضيات، ونائب رئيس قطاع الفيزياء النظرية للطاقات العالية، البروفيسور كونستانتينوف في معهد الفيزياء النووية سانت بطرس لأكاديمية العلوم الروسية.